# Ukunda
Ukunda es una localidad de Kenia, perteneciente al condado de Kwale.
Tiene 62 529 habitantes según el censo de 2009.
Se sitúa unos treinta kilómetros al sur de Mombasa, junto a la playa de Diani.

## Demografía
Los 62 529 habitantes de la localidad se reparten así en el censo de 2009:
- Población urbana: 62 529 habitantes (32 011 hombres y 30 518 mujeres)
- Población periurbana: no hay población periurbana en esta localidad
- Población rural: no hay población rural en esta localidad

## Transportes
Ukunda se sitúa sobre la carretera C14, que une Mombasa con Tanzania a través de la costa del condado de Kwale.